# قضاء حاصبيا
قضاء حاصبيا هو أحد أقضية محافظة النبطية الأربعة، يقع على الحدود الدولية الجنوبية الشرقية ويمتد من مجرى نهري الليطاني والحاصباني في الغرب صعوداً حتى ارتفاع 2800 متراً عند قمم جبل الشيخ في الغرب بمساحة تزيد على ال 220 كيلومتراً مربعاً. تحده من الشمال والشمال الغربي محافظة البقاع ومن الجنوب والشرق الحدود الدولية ومن الغرب قضاء مرجعيون.

## مواقع خارجية
- مركز المعلوماتية للتنمية الحلية نسخة محفوظة 1 فبراير 2009 على موقع واي باك مشين.